# URENCO

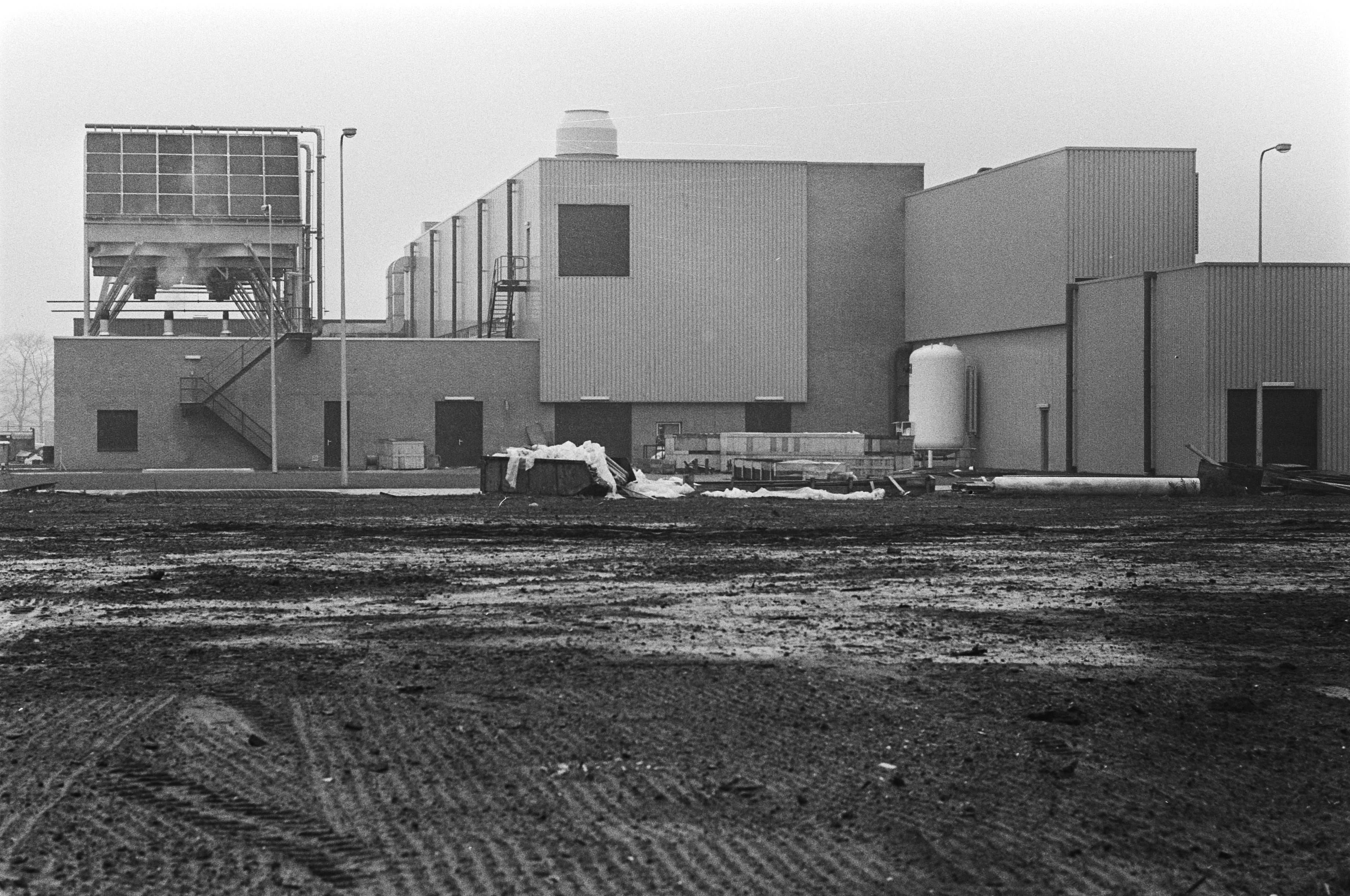
De gebouwen van UCN in 1976

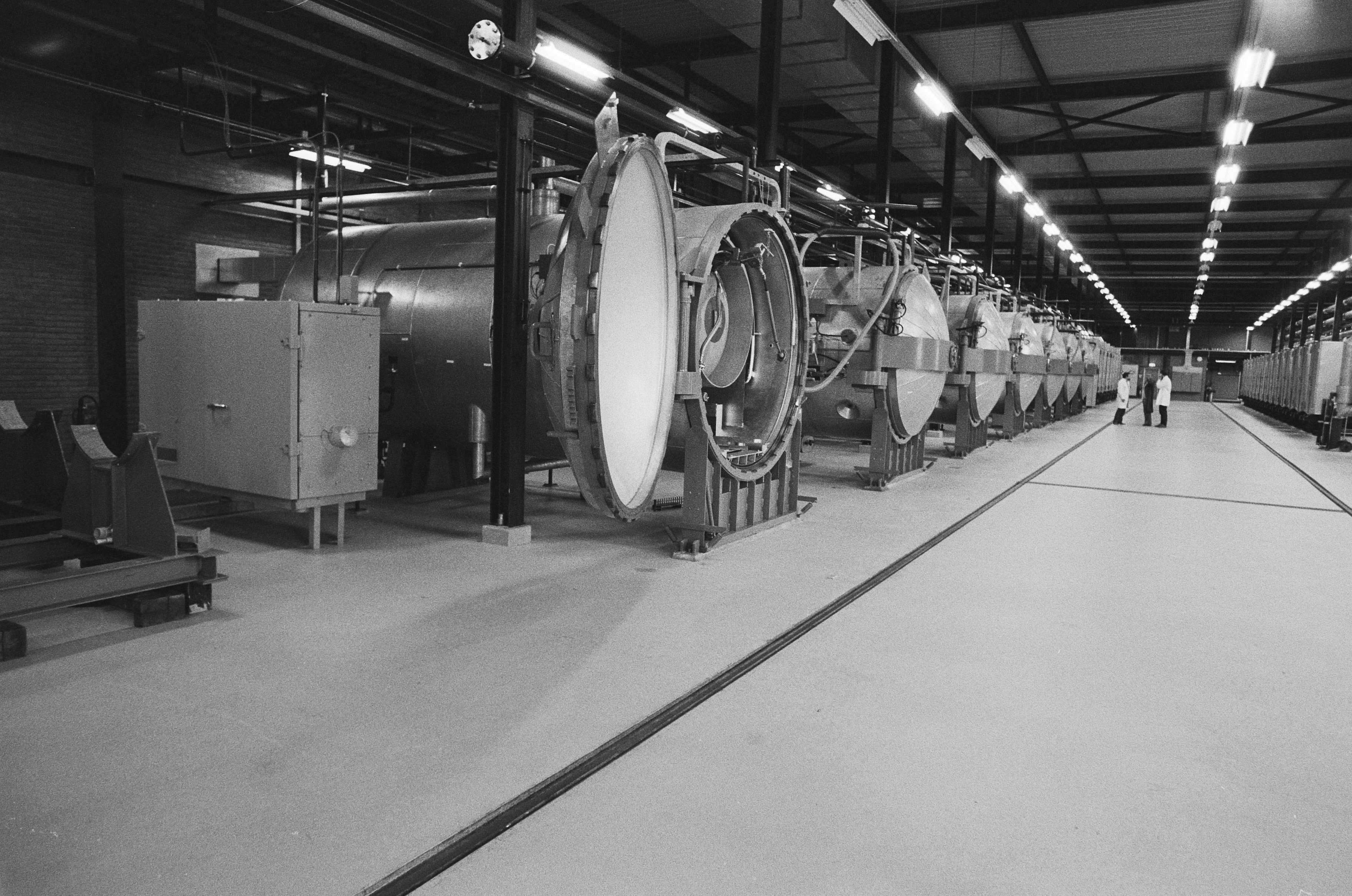
Tanks uraniumhexafluoride (UF_{6}) in de gasbehandelingsruimte

Urenco is een Brits-Duits-Nederlands consortium dat verrijkt uranium produceert door middel van ultracentrifugetechniek. De naam staat voor URanium ENrichment COmpany (Uraniumverrijkingsbedrijf). Het bedrijf is opgericht in 1970, en bouwt voort op onderzoek van Jacob Kistemaker, Gernot Zippe en Max Steenbeck van gedurende en na de Tweede Wereldoorlog.
In 1971 werd het Verdrag van Almelo gesloten tussen Nederland, de Bondsrepubliek Duitsland en het Verenigd Koninkrijk, waarin diplomatieke afspraken zijn vastgelegd over de oprichting van Urenco. In 1992 en 2005 zijn nog twee verdragen gesloten voor de export van de technologie naar respectievelijk de Verenigde Staten (Verdrag van Washington) en Frankrijk (Verdrag van Cardiff). Het Euratom Voorzieningenagentschap (European Supply Agency) te Brussel houdt in opdracht van het Internationaal Atoomenergie Agentschap (IAEA) toezicht op de leverantie van de grondstoffen naar en van de Urenco-fabrieken in de Europese Unie.
Het hoofdkantoor van Urenco is sinds 3 oktober 2011 in Stoke Poges gevestigd.

## Activiteiten
Urenco is een nucleaire onderneming en produceert verrijkt uranium voor kerncentrales. Hierbij wordt gebruikgemaakt van ultracentrifugetechnologie. De belangrijkste klanten zijn elektriciteitsbedrijven met kerncentrales wereldwijd. Met een marktaandeel van 29% is Urenco de grootste aanbieder van lichtverrijkt uranium. Verder worden in Almelo ook isotopen voor industriële, medische en onderzoektoepassingen geproduceerd.
Uranium bestaat uit twee verschillende isotopen: uranium-235 (0,7%) en uranium-238 (99,3%). Een lichtwaterreactor heeft uranium met ongeveer 4% van de isotoop uranium-235 nodig om de kernreactie in stand te houden. Nadat het erts gewonnen is, wordt het gebonden aan fluor en ontstaat uraniumhexafluoride, een vaste stof. Na verhitting wordt uraniumhexafluoride gasvormig en dat gas wordt in de ultracentrifuges geleid. Hier wordt het uraniumhexafluoride met het zwaardere uranium-238 naar de wand van de centrifuge geslingerd en daar afgetapt: dit is verarmd uraniumhexafluoride. Het uraniumhexafluoride met het lichtere uranium-235 blijft meer in het midden en dat wordt daar afgetapt. Dit is de verrijkte fractie. Beide fracties worden opgevangen in stalen cilinders en gekoeld tot het uraniumhexafluoride weer een vaste stof wordt.
Urenco's verrijkingsfabrieken staan in vier landen:
- Almelo (NL) met een capaciteit van 5100 tSW/jaar,
- Capenhurst (VK) capaciteit 4500 tSW/jaar,
- Gronau (D) 3700 tSW/jaar en
- Eunice (VS) 4600 tSW/jaar.

In Washington D.C. (VS) heeft Urenco ook een verkoopkantoor, Urenco Inc.
Urenco heeft meer dan 50 klanten gevestigd in 19 landen. Noord-Amerika is het belangrijkste afzetgebied en hier realiseerde Urenco in 2022 iets meer dan de helft van de omzet. Europa was de tweede afzetmarkt met een omzet aandeel van 30%.

### Organisatiestructuur
De groep heeft twee bedrijfsonderdelen die gevormd zijn rondom haar kernactiviteiten: Enrichment Technology Company (ETC) en Urenco Enrichment Company (UEC).
In 2003 werd ETC opgericht met Urenco als volledige eigenaar. In juli 2006 werd ETC een onafhankelijk bedrijf en een joint venture van Urenco (50% van de aandelen) en het Franse Areva (50%). ETC is gevestigd in Nederland, Duitsland, het Verenigd Koninkrijk, Frankrijk en de VS.
UEC is in handen van drie houdstermaatschappijen die ieder een derde deel bezitten. De Nederlandse houdstermaatschappij is Ultra Centrifuge Nederland (UCN), waarvan de aandelen in handen van de overheid zijn. De Duitse houdstermaatschappij is Uranit (50% RWE en 50% E.ON), en de Britse is UrencoUK Ltd.

### Resultaten
In de onderstaande tabel de belangrijkste financiële resultaten van Urenco sinds 2006 en de ontwikkeling van de capaciteit vanaf 2009. De investeringen en capaciteit zijn in de laatste jaren sterk toegenomen door de nieuwe fabriek in Eunice.
| Jaar | Omzet  | EBITDA | Nettoresultaat | Investeringen | Verwerkings- capaciteit (× tSW/jaar) |
| ---- | ------ | ------ | -------------- | ------------- | ------------------------------------ |
| 2006 | € 894  | € 527  | € 211          | € 352         | n.a.                                 |
| 2007 | € 1024 | € 542  | € 251          | € 517         | n.a.                                 |
| 2008 | € 1125 | € 654  | € 260          | € 821         | n.a.                                 |
| 2009 | € 1118 | € 655  | € 343          | € 843         | 12.200                               |
| 2010 | € 1259 | € 809  | € 387          | € 703         | 13.000                               |
| 2011 | € 1302 | € 785  | € 359          | n.a.          | 14.600                               |
| 2012 | € 1601 | € 1013 | € 402          | n.a.          | 16.900                               |
| 2013 | € 1515 | € 968  | € 337          | n.a.          | 17.600                               |
| 2014 | € 1612 | € 1071 | € 405          | € 537         | 18.100                               |
| 2015 | € 1842 | € 1167 | € 452          | € 517         | 19.000                               |
| 2020 | € 1700 | € 1088 | € 531          | € 141         | 18.300                               |
| 2021 | € 1699 | € 971  | € 365          | € 142         |                                      |
| 2022 | € 1717 | € 825  | € 285          | € 284         | 17.900                               |
| 2023 | € 1922 | € 843  | € 270          | € 363         | 17.600                               |
| 2024 | € 1877 | € 728  | € 180          | € 595         | 17.300                               |

De afkorting tSW staat voor ton Separative Work (SW). SW is een indicatie van het werk wat moet worden verricht om uranium-235 en uranium-238 van elkaar te scheiden. Dit wordt veelal gemeten in tonnen (tSW). De capaciteit van een verrijkingsinstallatie wordt gemeten in tSW per jaar. Een kernenergiecentrale met een vermogen van 1300 MW heeft ongeveer 25 ton verrijkt uranium nodig. Deze hoeveelheid wordt bereikt door 120 tSW op 210 ton uraniumerts. Een verrijkinginstallatie met een capaciteit van 1000 tSW/jaar kan daarmee acht kerncentrales van brandstof voorzien.

### Mogelijke verkopen aandelenpakketten
Na het besluit van de Duitse regering om op termijn geheel af te zien van nucleaire energieopwekking, hebben de Duitse private aandeelhouders RWE en E.On – die via Uranit samen een derde van de aandelen in Urenco houden – besloten om een verkoop van hun belangen in Urenco te onderzoeken. Op 22 april 2013 heeft het Verenigd Koninkrijk in het openbaar te kennen gegeven de aandelen in Urenco te willen vervreemden omdat niet langer de noodzaak wordt gevoeld aandeelhouder te zijn. De regering van het land stelt wel als voorwaarde aan de verkoop dat de publieke belangen van non-proliferatie en veiligheid geborgd blijven en dat de verkoop tegen een goede prijs gebeurt. Zo’n verkoop zou Nederland in een positie kunnen brengen van een minderheidsaandeelhouder tussen nieuwe en hoogstwaarschijnlijk private aandeelhouders.
In het Verdrag van Almelo hebben de drie landen zich gezamenlijk verplicht tot de bescherming van de publieke belangen die spelen bij de verrijking van uranium. Verder is er in de landen ook wet- en regelgeving van kracht om de specifieke installaties op hun grondgebied en de activiteiten die daar plaatsvinden en de producten die daaruit afkomstig zijn te reguleren. De Nederlandse installaties zijn in ieder geval onderworpen aan vergunningen ingevolge de Kernenergiewet. Indien het Verenigd Koninkrijk en Nederland hun aandelen verkopen, dan verliezen zij als meerderheidsaandeelhouder een belangrijk deel van de zeggenschap.

## Nederland

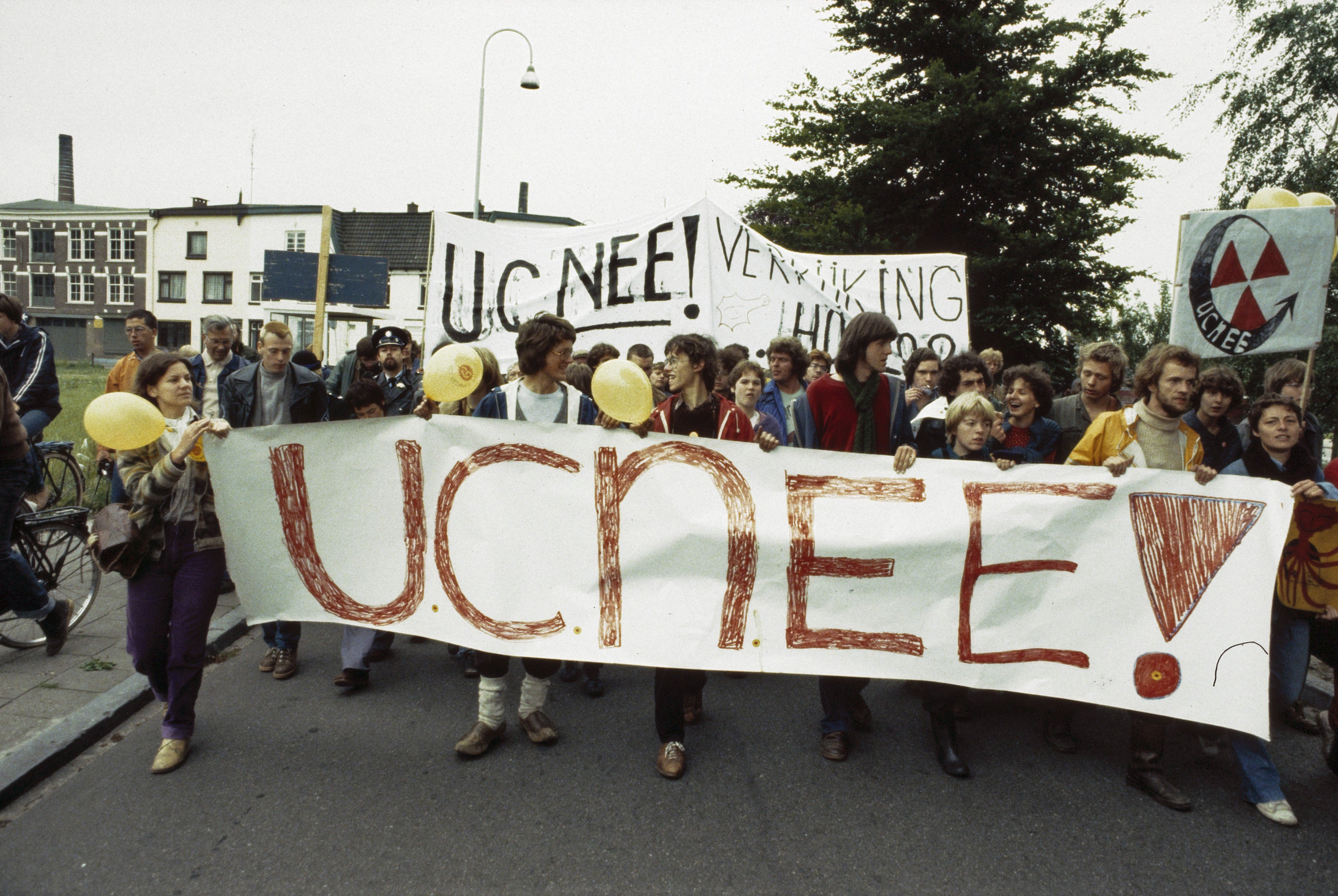
Demonstratie tegen UCN in 1981

De UEC-vestiging van de Urenco Group in Almelo verrijkt sinds 1973 uranium. Urenco in Almelo gebruikt de ultracentrifuge ook voor het scheiden van andere isotopen, zogenaamde stabiele (niet-radioactieve) isotopen. Urenco's Stable Isotopes (SI) verrijkt/verarmt stabiele isotopen die elders radioactief worden gemaakt. Eenmaal (elders) bestraald in een kernreactor of cyclotron worden ze toegepast in de radiofarmacie en medische therapieën. Ze worden ook als stabiel element gebruikt in halfgeleiders, lasersystemen en andere industriële toepassingen. Daarnaast worden de stabiele isotopen voor onderzoeksdoeleinden gebruikt. Urenco Nederland is de enige westerse producent van stabiele isotopen. Wereldwijd zijn slechts drie andere (Russische) producenten.
ETC ontwikkelt en produceert centrifuges en verschaft het ontwerp voor uraniumverrijkingsfabrieken evenals de project management services voor de constructie van dergelijke fabrieken. ETC's dochter ET NL is gevestigd in Almelo.
De Urenco Group was vanuit Almelo ook vertegenwoordigd in de lucht- en ruimtevaart als Urenco Aerospace. Sinds eind 2005 is dit bedrijfsonderdeel zelfstandig actief onder de naam Aeronamic.
De vestiging van Urenco Nederland (toen UCN genaamd, waar ETC en UEC beide onder vielen) in Almelo ging gepaard met groot maatschappelijk verzet. Behalve zorgen over de lasten en gevaren van kernenergie lokaal (duur, veiligheidsvoorschriften, radioactiviteit, afval, weinig werkgelegenheidsperspectief), werd er o.a. geageerd tegen de connectie tussen kernenergie, kernwapens en militarisme; de levering van verrijkt uranium aan het militaire regime in Brazilië; de inclusie van West-Duitsland (dat n.a.v. de Tweede Wereldoorlog zelf geen atoomindustrie op mocht bouwen) in het Verdrag van Almelo en de angst voor "Duitse revanchisten"; ondemocratische besluitvormingsprocessen, waarbij de Tweede Kamer steeds weer voor 'voldongen feiten' werd geplaatst, en de angst voor de 'Atoomstaat' (een historisch specifieke vorm van technocratie, gebaseerd op het werk van Robert Jungk); de diefstal van geheime informatie door Abdul Qadir Khan, die heeft bijgedragen aan de ontwikkeling van atoomwapens in Pakistan, Libië, Noord-Korea en Iran; en de verwerking van uranium uit Namibië, volgens Decree no. 1 van de VN-Raad voor Namibië illegaal gewonnen onder Zuid-Afrikaanse apartheid. Er werden diverse demonstraties tegen UCN gehouden. Tijdens de demonstratie op 4 maart 1978 kwamen 50.000 tegenstanders van kernenergie naar Almelo.

## Restmateriaal, verarmd uranium
Bij het verrijkingsproces blijft verarmd uranium (tails) over als restmateriaal. Urenco Nederland gaat hier tegenwoordig op twee manieren mee om. Een deel wordt opgeslagen op het Urenco-terrein in Almelo. Dit gebeurt in grote stalen containers die aan internationale veiligheidseisen voldoen. Een deel gaat voor conversie naar Frankrijk waar het wordt omgezet in uraniumoxide. In die vorm wordt uranium gewonnen als erts aan het begin van de kernenergieketen. Daarna komt het terug voor opslag terecht bij COVRA (Centrale Organisatie voor Radioactief Afval).

## Ontmanteling
In 2007 ontmantelde Urenco Nederland BV verrijkingsfabriek SP3 in navolging van SP1 en SP2 in de jaren 80 en 90. Informatie over de kosten(berekening) van de ontmanteling, zijn niet openbaar. Vanwege de langzame sloop van de SP's, opgevoerd als 'vervanging' waren plannen van aanpak hierover niet nodig. Er zijn altijd vragen blijven bestaan over de ontsmetting van die centrifuges die gebruikt zijn voor (geheime, maar toch uitgelekte) experimenten met hoogverrijkt uranium. Restanten van deze centrifuges zouden slecht ontsmet omgesmolten zijn bij aluminiumsloperij FHS in Dedemsvaart.

## Export naar Rusland
In het verleden was er veel te doen over Urenco's transporten van verarmd uranium naar Rusland. Naast opslag op eigen terrein en omzetting van uraniumhexafluoride (UF6) in uraniumoxide dat bij COVRA opgeslagen wordt, was dit een derde manier van omgang met tails. Urenco Nederland had tot en met 2009 een verrijkingscontract voor zijn tails met het Russische bedrijf voor nucleaire technologie Techsnabeksport (Tenex). Tenex verrijkte de tails van Urenco van ongeveer 0,3 tot 0,7%. 0,7% is het gehalte van natuurlijk uraniumerts (UF6) en dus van het voedingsmateriaal voor Urenco's proces.
Als enige land ter wereld heeft Rusland een gascentrifuge-overcapaciteit. Het land heeft verrijkingscontracten met diverse westerse landen voor verrijking van verarmd uranium. Het door Tenex verrijkte uranium kwam terug naar Urenco Nederland in Almelo als voedingsmateriaal voor het verrijkingsproces. In Rusland werd het verarmde restant deels opgeslagen (in Seversk, Angarsk en Novo-oeralsk) op dezelfde wijze als Urenco doet op eigen terrein.
Door Rusland werd een deel van het verarmde uranium van Urenco gebruikt om het te vermengen met zeer hoogverrijkt uranium afkomstig uit kernkoppen ('down blenden', downblending). Het hoogverrijkte materiaal wordt gemengd met materiaal met gering gehalte tot een gehalte van 3 à 5% dat geschikt is voor gebruik in kerncentrales. De VS hebben een soortgelijk programma, waarvoor ze eigen voorraden verarmd uranium gebruiken.
Volgens Urenco en Tenex kunnen de Russen het verarmde uranium in de toekomst ook als splijtstof gebruiken voor in ontwikkeling zijnde kernreactoren van het type kweekreactor. Critici wijzen erop dat vrijwel alle experimenten met kweekreactoren zijn stilgelegd in verband met veiligheidsproblemen en dat de locaties gebruikt worden om radioactief afval te dumpen.
Urenco kwam begin 2007 negatief in het nieuws toen kernfysicus Cees Andriesse in het Radio 1-programma 'De Ochtenden' (EO) meldde dat Urenco aan nucleaire afvaldumping zou doen. Naar aanleiding van dit bericht stelde Tweede Kamerlid Diederik Samsom (PvdA) schriftelijke vragen aan de staatssecretaris van milieu Pieter van Geel.
Greenpeace spande in 2007 een procedure aan bij de Raad van State tegen de transporten van Urenco Nederland naar Rusland. Ook zij meenden dat Urenco afval zou dumpen in Rusland. De Raad van State bepaalde in zijn uitspraak op 23 april 2008 dat verarmd uranium (tails) geen afval is. Hiermee was de kritiek van Greenpeace en andere gelijkgestemden op Urenco wettelijk onjuist verklaard. Tails bevat nog steeds splijtstof en is dus een potentiële brandstof. Dat is de reden waarom Urenco altijd een deel van zijn eigen tails heeft opgeslagen en dat nog steeds doet.
Ondanks de economische sancties tegen Rusland, exporteert Urenco nog altijd verrijkt uranium naar dat land. Rotterdam is een belangrijke doorvoerhaven voor het transport van verbruikt uranium van het Franse EDF. Russische uraniumschepen worden er van verdacht deel uit te maken van een schaduwvloot en waren mogelijk betrokken bij de sabotage van onderzeekabels in de Oostzee.

## Bedrijfsspionage
Via Stork FDO zijn bij de Nederlandse Urenco-vestiging in Almelo, gedurende de jaren zeventig, bedrijfsgeheimen bespied door de Pakistaanse metallurg Abdul Qadir Khan (hij was niet in dienst bij Urenco). Dit werd ontdekt door zijn directe collega Frits Veerman. Als gevolg hiervan staat in de Pakistaanse stad Kahuta, een uraniumverrijkingsfabriek waar het 'Urenco-ontwerp' model voor stond. Vanuit Pakistan is deze techniek, doorverkocht naar landen als Iran, Libië en Noord-Korea.
In de jaren zeventig is veelvuldig gedemonstreerd tegen de rol die Urenco speelde bij de proliferatie van uraniumverrijking. Onder het motto "Geen vrede met kernenergie" werd jaarlijks met Pasen een grote fakkeloptocht gehouden. Urenco was ook herhaaldelijk het doelwit van blokkadeacties door de groepering BAN (Breek Atoomketen Nederland).

## Bekende bestuursleden
Op 4 oktober 2010 werd bekendgemaakt dat prins Friso van Oranje-Nassau van Amsberg per 1 april 2011 de taak van Bart Le Blanc als financieel directeur (CFO) bij Urenco over zou nemen. Als gevolg van zijn skiongeval diende zijn familie op 5 oktober 2012 namens Friso zijn ontslag in. Marcel Niggebrugge trad per 1 november 2012 in dienst als CFO bij Urenco in het Verenigd Koninkrijk. Hij nam de functie over van Bart Le Blanc die als interim fungeerde sinds het ongeval van Friso.

## Opmerkelijke vermelding
In 1977 stond Ultra Centrifuge Nederland in de Gouden Gids, en wel in de rubriek Wasmachines en centrifuges.